# Jean-François Clervoy
Jean-François André Clervoy (Longeville-lès-Metz, 1958. november 19. –) francia mérnök, űrhajós.

## Életpálya
1981-ben fegyveres szolgálatot látott el. 1983-ban az École Nationale Supérieure de l' Aéronautique et de l' Espace (Toulouse, a Nemzeti Légügyi és Űrhajózási Intézményben diplomázott. 1983-1987 között tanintézetének oktatója. Katonai és polgári ejtőernyős engedéllyel rendelkezik. 1987-ben megvédte mérnöki diplomáját. 1987-ben tesztpilóta kiképzésben részesült. 1985. szeptember 9-én a második francia csoportból választották űrhajósnak. 1985-ben intenzív orosz nyelvoktatásban részesült. 1987-1992 között a Flight Test Centre vezetője. 1991-ben a  a Jurij Gagarin Űrhajóskiképző Központban tanulmányozta a Szojuz űrhajó és a Mir űrállomás üzemeltetését.
Az Európai Űrügynökség (ESA) 1992-ben kiválasztotta űrhajós jelöltnek. 1992. augusztustól a Lyndon B. Johnson Űrközpontban részesült űrhajóskiképzésben. Három űrszolgálata alatt összesen 28 napot, 3 órát és 5 percet (675 óra) töltött a világűrben. Aktív ESA űrhajós. Kirendelt vezetője az Automated Transfer Vehicle (ATV) ESA projektnek.

## Űrrepülések
- STS–66, a Atlantis űrrepülőgép 13. repülésének küldetésfelelőse. A legénység feladata volt az Atmospheric Laboratory for Applications and Sciences–3 (ATLAS–03) – légkörkutató program teljesítése. Spacelab mikrogravitációs laboratóriumban elvégezni az előírt programot. A robotkar működtetésének felelőse. Első űrszolgálata alatt összesen 10 napot, 22 órát és 34 percet (262 óra) töltött a világűrben. 7 330 226 kilométert (4 554 791 mérföldet) repült, 174 kerülte meg a Földet.
- STS–84 az Atlantis űrrepülőgép 19. repülésének küldetésfelelőse. A 6. repülés a  Shuttle–Mir program keretében. Több mint 4 tonna élelmiszert, kutatási eszközöket, műszereket szállított az űrállomásra. SpaceHab mikrogravitációs laboratóriumban több kereskedelmi kutatási, kísérleti, anyag előállítási programot teljesítettek. Második űrszolgálata alatt összesen 9 napot, 5 órát és 20 percet (221 óra) töltött a világűrben.  6 000 000 kilométert (3 700 000 mérföldet) repült, 144 alkalommal kerülte meg a Földet.
- STS–103, a Discovery űrrepülőgép 27. repülésének küldetésfelelőse. Hubble űrtávcső elemeinek harmadik javítását végezték. A beépített RMS manipulátor kart működtette. Harmadik űrszolgálata alatt összesen 7 napot, 23 órát és 11 percet (191 óra) töltött a világűrben. 5 230 000 kilométert (3 250 000 mérföldet) repült, 119 kerülte meg a Földet.